# نيك غريغوري
نيك غريغوري (بالإنجليزية: Nick Gregory)‏ هو مذيع طقس أمريكي، ولد في 24 أبريل 1960 في شيكاغو في الولايات المتحدة.